# FC Malcantone Agno
Der Football Club Malcantone Agno war ein Schweizer Fussballverein. Er war in der Gemeinde Agno, im Bezirk Lugano, Kanton Tessin beheimatet. In seiner letzten Saison war der Verein Mitglied der zweithöchsten Spielklasse der Schweiz, der sogenannten Challenge League.

## Geschichte
Der Verein wurde am 1. Juli 1955 gegründet und fusionierte 2004 mit dem AC Lugano, dem Nachfolgeverein des im Jahr zuvor in Konkurs gegangenen FC Lugano.
Der Verein trug seine Heimspiele  im Centro Sportivo Passera aus, welches 1'280 Zusehern Platz bot. In der Zweitligasaison 2003/04 wich man aber in das vormals vom FC Lugano genutzte Stadio Cornaredo im nur vier Kilometer entfernten Lugano aus, welches  15'000 Zuschauer, davon 5'000 auf Sitzplätzen auf einer modernen, architektonisch ansprechenden Tribüne fasst.
Der FC Malcantone Agno stieg nach Ende der Spielzeit 1997/98 unter dem Trainer Silvano Gaffuri erstmals in die drittklassige 1. Liga auf. Nach einem 9. Platz in der ersten Saison konnten sich die Rot-Weissen aber schon ab dem Spieljahr 1999/2000 – sie wurden Vierter – unter dem kroatisch-schweizerischen Trainer Vladimir Petković unter den besseren Mannschaften etablieren. Im Jahr danach wurde die Mannschaft vom Luganersee Sechster und stand nach der Saison 2001/02 sogar auf dem ersten Platz.  Zwei Niederlagen, 0:1 und 2:3, in den Promotionsspielen gegen den Zürcher SC YF Juventus Zürich standen aber dem Aufstieg in die Zweitklassigkeit entgegen.
In der Folgesaison reichte es für die Mannschaft erneut zum ersten Platz der 1. Liga. Diesmal gab es zwar bei den Promotionsspielen im Hinspiel eine 0:1-Niederlage gegen den FC La Chaux-de-Fonds, was aber zu Hause mit einem 3:1 -Erfolg mehr als wettgemacht werden konnte.
Auch in der zweithöchsten Spielklasse blieben die Tessiner erfolgreich. Alberto Regazzoni und Yane Bugnard erzielten jeweils elf Treffer für die Mannschaft von Trainer Petković, bei der mit Germano Vailati zudem ein künftiger Nationaltorhüter zwischen den Pfosten, und mit Régis Rothenbühler ein ehemaliger Nationalspieler in der Abwehr stand. Der vierte Platz in der Endabrechnung zeugt von einer ansprechenden Leistung des Aufsteigers.
Nach Ende dieser Spielzeit endete aber auch die Geschichte des FC Malcantone Agno. Der Verein fusionierte mit der als AC Lugano firmierenden Konkursmasse des vormaligen Meistervereines FC Lugano. Vladimir Petković wurde Trainer des neuen Gebildes, das sich vornehmlich in der Tradition der Luganer Gemeindenachbarn sieht.
Von der relativ kurzen, und am Ende auch recht erfolgreichen Tradition des kleinen Vereines aus Agno bleibt die Integration des Vereinswappens am unteren Ende des Wappens des neuen Gesamtvereines, das ansonsten die Übermacht des Fusionspartners dokumentiert.
Im ersten Jahr des neuen Vereines, der den Zweitligaplatz des FC Malcantone Agno einnahm, wurde dieser 8.
Der letzte Präsident des Vereins war Giuseppe Morotti, der nach der Vereinigung auch Präsident des neuen Gesamtvereines AC Lugano war.

## Statistische Zusammenfassungen

### Ligaplatzierungen
- 1997/98: Aufstieg zur 3. Spielklasse 1. Liga
- 1998/99: 9. der 1. Liga
- 1999/00: 4. der 1. Liga
- 2000/01: 6. der 1. Liga
- 2001/02. 1. der 1. Liga
- 2002/03: 1. der 1. Liga, Aufstieg
- 2003/04: 4. der Challenge League (2. Spielklasse)

### Bekannte Spieler
- Alberto Regazzoni
- Germano Vailati
- Marco Padalino
- Yane Bugnard
- Paulinho

### Trainer
- 1993–1999: Silvano Gaffuri
- 1999–2004: Vladimir Petković